# Cape Otway
Cape Otway ist ein Kap im Süden des australischen Bundesstaates Victoria.
Ein großer Teil des Gebiets gehört zum Great Otway National Park. Die Landspitze ist über eine 14 Kilometer lange asphaltierte Stichstraße von der Great Ocean Road oder über den Wanderweg Great Ocean Walk erreichbar.

## Geschichte
Das Gebiet um das Kap war ursprünglich vom Aborigine-Volk der Gadubanud besiedelt. Archäologische Fundstellen, so genannte Shell middens, zeugen von ihren Lagerstätten. Das Kap wurde entdeckt, als Leutnant James Grant die Küste von Victoria an Bord der Lady Nelson erkundete. Die Regierung legte fest, dass die Landspitze als Standort für einen Leuchtturm dienen sollte. Der schwer zugängliche Ort wurde schließlich auf dem Landwege erreicht, und der Bau des Cape-Otway-Leuchtturms begann 1846. Er wurde ohne Zement und Mörtel aus Natursteinen gemauert, die vom nahe gelegenen Parker River stammten.
Der Leuchtturm, 1848 in Betrieb genommen, war der zweite in Australien errichtete und der am längsten in Betrieb befindliche Leuchtturm auf dem australischen Festland. 1850 wurde die erste Wetterstation in Betrieb genommen; auch heute noch ist der Ort ein Wetterbeobachtungspunkt. Eine Telegrafenstation kam hinzu, als Tasmanien 1859 über ein Telegrafenkabel, das von Cape Otway bis nach Launceston reichte, mit dem Festland verbunden wurde. Ein Teil des Kaps wurde für Siedler freigegeben.
1942 erbauten amerikanische Truppen auf dem Kap einen Radar-Bunker. Er kann, ebenso wie der Leuchtturm, besichtigt werden.
Das Leuchtfeuer wurde im Januar 1994 außer Betrieb genommen und durch eine solar betriebene Lampe am Fuß des Leuchtturms ersetzt.

## Schiffskatastrophen
Für viele Schiffsbesatzungen im 19. Jahrhundert war der Leuchtturm von Cape Otway die erste Landmarke, die sie sahen, nach einer Reise von mehr als 15.000 Kilometer um Afrika herum und durch den Indischen Ozean. Acht Schiffe erlitten an der Steilküste von Cape Otway Schiffbruch:
- Marie (1851)
- Sacremento (1853)
- Shomberg (1856)
- Loch Ard (1878)
- Joseph H. Scammell (Mai 1891)
- Fiji (September 1891)
- Casino (1932)
- City of Rayville (8. November 1940)

Die City of Rayville war das erste amerikanische Schiff, das infolge deutscher Kriegshandlungen im Zweiten Weltkrieg versenkt wurde. Zu diesem Zeitpunkt befanden sich die USA mit dem Deutschen Reich noch nicht im Krieg. Ein deutsches Minenschiff, die Passat, hatte Ende Oktober 1940 die Bass-Straße vermint. Die Minenexplosion wurde vom Leuchtturm aus bemerkt. Schiffe im nahe gelegenen Apollo Bay liefen aus und brachten die Besatzung, die sich in Rettungsboote geflüchtet hatte, in Sicherheit. Bis auf einen Mann, der unter Deck noch persönliche Habseligkeiten bergen wollte und dabei mit dem Schiff in die Tiefe gerissen wurde, konnten alle Besatzungsmitglieder gerettet werden.

## Fotos

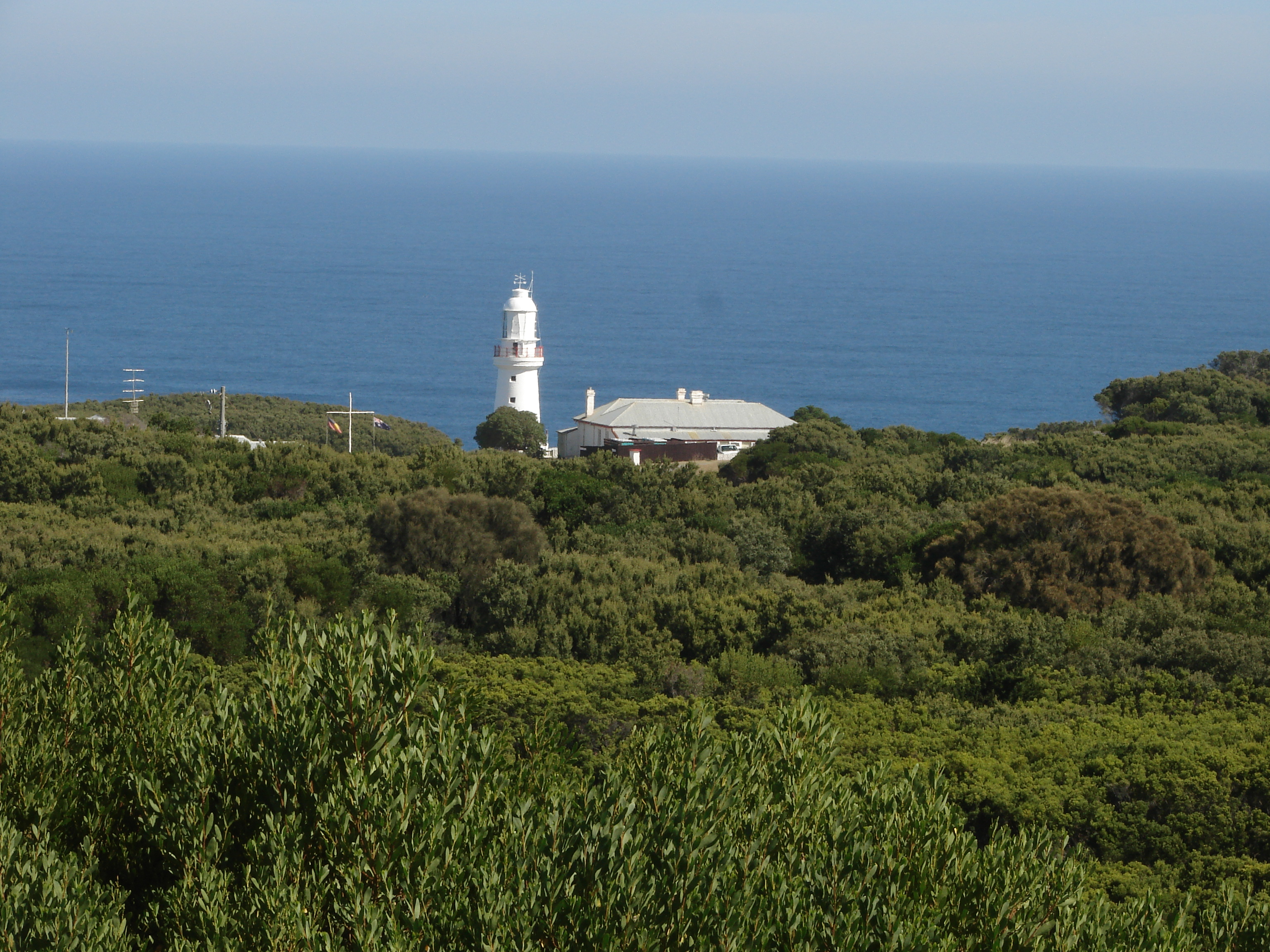
Cape Otway
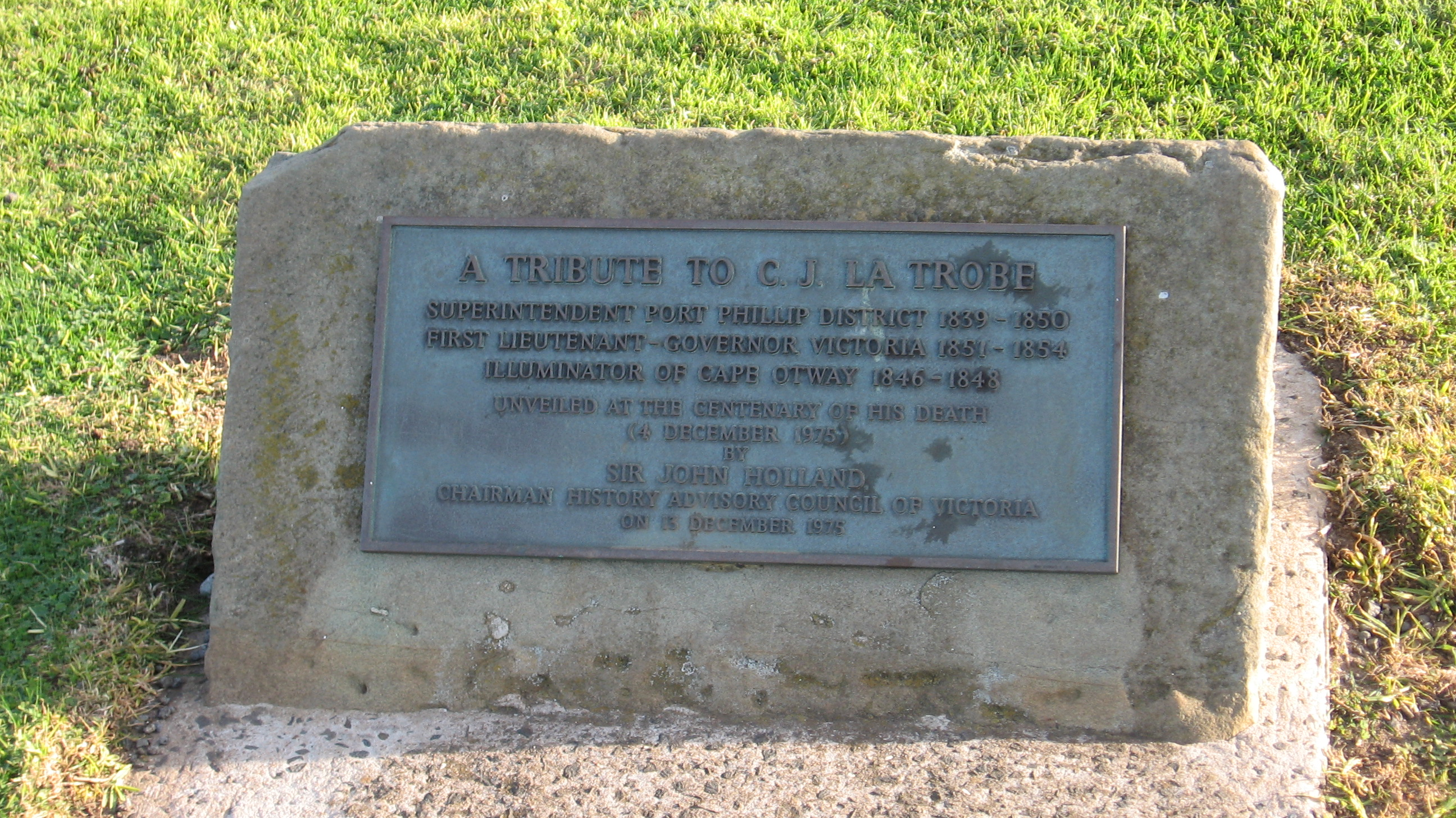
Gedenktafel für Charles La Trobe Illuminator of Cape Otway
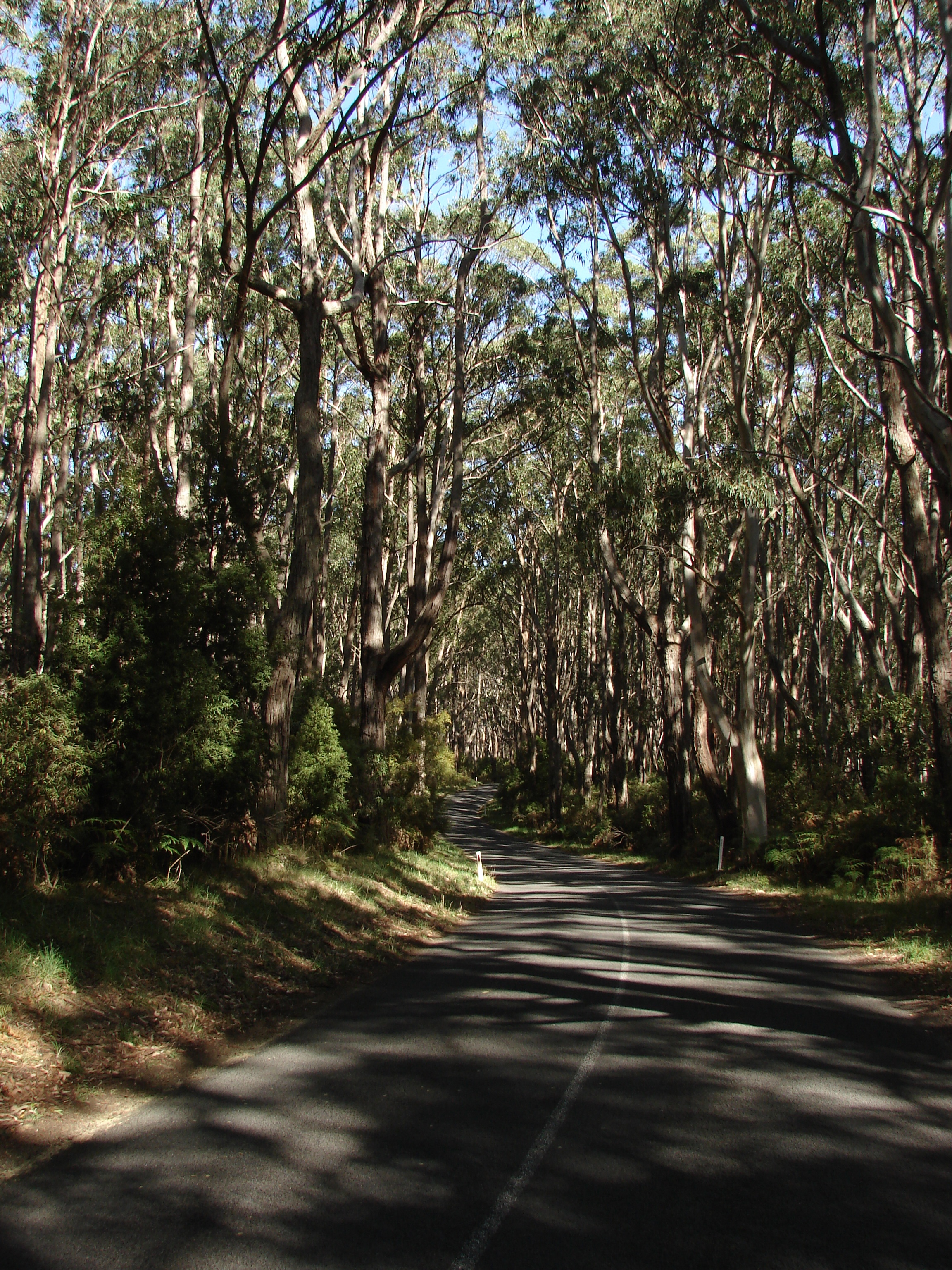
Eukalyptuswald und Cape Otway Road